# أندرو هيل
أندرو هيل (بالإنجليزية: Andrew Hill) (و. 1931 – 2007 م) هو عازف بيانو، وملحن، ومعلم موسيقى، وعازف جاز، وأستاذ جامعي أمريكي، ولد في شيكاغو، يستخدم آلات بيانو، بدأ مشواره المهني سنة 1954، توفي في جيرسي سيتي، عن عمر يناهز 76 عاماً، بسبب سرطان الرئة.

## التعليم
تعلم في جامعة كولجيت.

## روابط خارجية
- أندرو هيل على موقع ميوزك برينز (الإنجليزية)
- أندرو هيل على موقع أول ميوزيك (الإنجليزية)
- أندرو هيل على موقع ديسكوغز (الإنجليزية)